# رصدخانه ملی خورشیدی

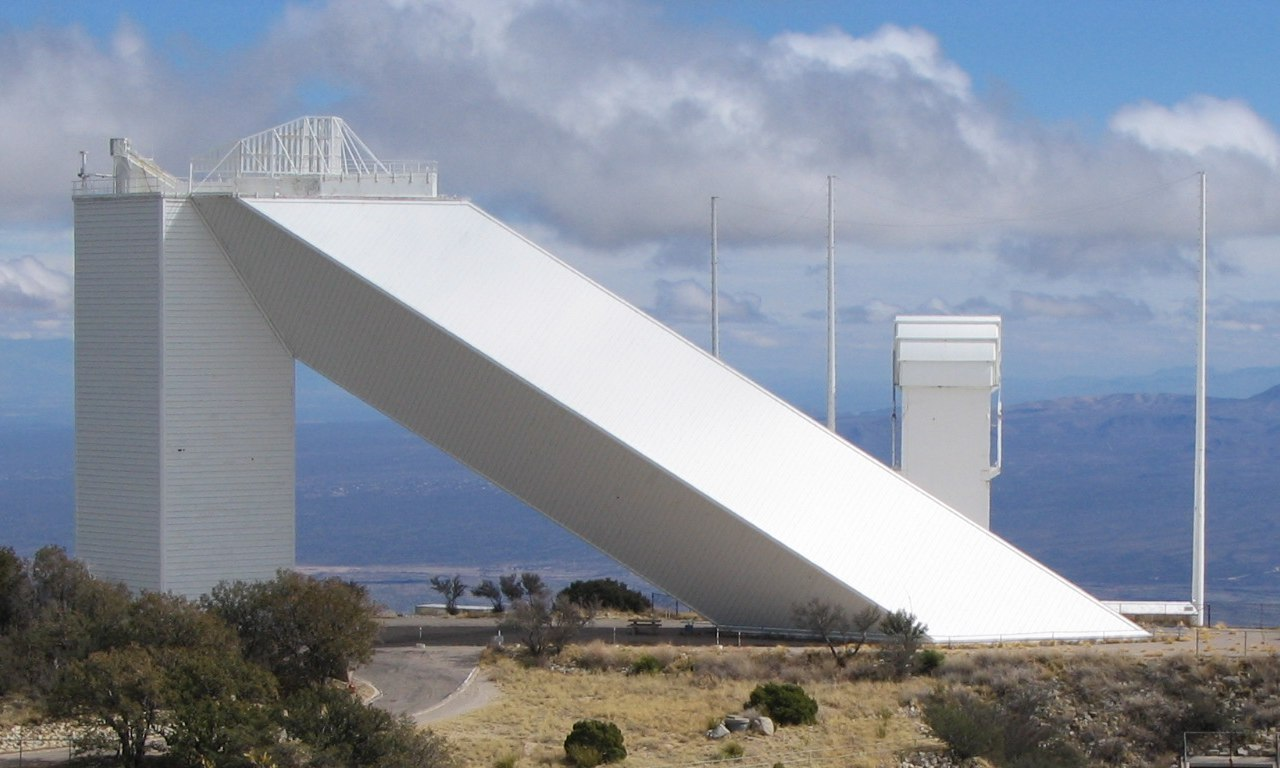

رصدخانه ملی خورشیدی (به انگلیسی: National Solar Observatory) یک مرکز علمی فدرال در جنوب ایالت آریزونای آمریکا است.
این رصدخانه بر فراز صحرای سونورا و در غرب شهر توسان قرار دارد. این رصدخانه در نیومکزیکو نیز تاسیساتی دارد.
این مرکز در مجاورت رصدخانه ملی کیت پیک قرار دارد، و برای مطالعات خورشیدی بکار می‌رود.